# エーアイ (ゲーム会社)
株式会社エーアイ（英: A,I CO., LTD）は、かつて存在した日本のコンピュータゲームソフト開発会社。

## 概要
1990年の設立以来、バンダイナムコエンターテインメントやハドソンなどの大手ゲームメーカーの下請け開発を行っている。開発タイトルはキャラクターゲームが中心。
「スーパーロボット大戦シリーズ」との関わりが深く、『スーパーロボット大戦A』以降は、同シリーズの任天堂製携帯型ゲーム機用タイトルの開発を一貫して手掛けていた。
2025年3月10日、東京地方裁判所より破産手続開始の決定を受け倒産。

## 主な開発タイトル
- 究極タイガー（PCエンジン版）
- PC原人3
- FC原人
- 豪血寺一族（スーパーファミコン版）
- Jリーグスーパーサッカー'95 実況スタジアム
- Jリーグ'96ドリームスタジアム
- ボンバーマンビーダマン
- ボンバーマンGB3
- ボンバーマンヒーロー ミリアン王女を救え!
- 電車でGO! 64
- マリオパーティ2（ミニゲーム部分のみ担当）
- マリオパーティ3（ミニゲーム部分のみ担当）
- マリオパーティ アドバンス（ミニゲーム部分のみ担当）
- パズルシリーズ
  - Vol.2 クロスワード
  - Vol.3 SUDOKU 数独
  - Vol.9 数独2 Deluxe
- 英検DS
- 歴検DS
- 数独DS
- DECA SPORTA FREEDOM（一部ミニゲーム部分を担当）

### キャラクターゲーム
- ドラえもん3 のび太の町SOS!
- 64で発見!!たまごっち みんなでたまごっちワールド
- 爆転シュートベイブレード2002 激戦!チームバトル!!
- 爆転シュートベイブレード2002 いくぜ!爆闘!超磁力バトル
- 爆転シュートベイブレード2002 熱闘!マグネタッグバトル
- どうぶつ島のチョビぐるみ
- TVアニメ フェアリーテイル 激闘! 魔導士決戦
- Original story from FAIRY TAIL 激突！カルディア大聖堂
- ココロコネクト ヨチランダム
- ハローキティのどきどきフルーツペタンク
- フルメタル・パニック! 戦うフー・デアーズ・ウィンズ ※B.B.スタジオ、さざなみとの共同開発

### スーパーロボット大戦シリーズ
- スーパーロボット大戦64 ※招布との共同開発
- スーパーロボット大戦A
- スーパーロボット大戦R ※バンプレソフトとの共同開発
- スーパーロボット大戦D
- スーパーロボット大戦GC ※アトリエ彩との共同開発
- スーパーロボット大戦J
- スーパーロボット大戦XO ※さざなみとの共同開発
- スーパーロボット大戦W
- スーパーロボット大戦K
- スパロボ学園
- スーパーロボット大戦L
- スーパーロボット大戦UX
- スーパーロボット大戦（リメイク版） ※インゲームグラフィック担当
- スーパーロボット大戦BX